# 圣胡斯托德拉韦加
圣胡斯托德拉韦加，是西班牙卡斯蒂利亚-莱昂莱昂省的一个市镇。 总面积48平方公里，总人口2234人（001年），人口密度47人/平方公里。